# 东北管鼻蝠
东北管鼻蝠（学名：Murina fusca）为蝙蝠科管鼻蝠属的动物，是中国的特有物种。分布于黑龙江、吉林等地。该物种的模式产地在吉林。